# Björkblåoxe
Björkblåoxe (Platycerus caprea) är en skalbaggsart som först beskrevs av De Geer 1774.  Björkblåoxe ingår i släktet Platycerus, och familjen ekoxbaggar. Arten är reproducerande i Sverige.